# Тайні Сендфорд
Стенлі «Тайні» Сендфорд (англ. Stanley J. «Tiny» Sandford, 26 лютого 1894 — 29 жовтня 1961) — американський актор, відрізнявся великою вагою і високим зростом. Найбільш відомий ролями у фільмах Чарлі Чапліна, а також участю у фільмі з комедійним дуетом Лорел і Гарді. Грав ролі товстунів, поліцейських, швейцарів.

## Біографія
Сендфорд народився в Осейджі, штат Айова. Після роботи на складі театру він почав зніматися в кіно близько 1910 року, знявся у фільмі «Золота лихоманка» з Чарлі Чапліном. Також знявся в інших фільмах Чарлі Чапліна, серед яких: «Цирк» (1928) і «Нові часи» (1936), де він грає Великого Білла. Серед його фільмів з комедійним дуетом Лорел і Гарді: «Дохідна справа» (1929), «Double Whoopee» (1929), «Шимпанзе» (1932) і «Наші відносини» (1936). Він з'явився у фільмі «The Warrior's Husband» в ролі незграбного і боягузливого Геркулеса. Сендфорд також виступав у Way Out West, але епізод з його участю був вирізаний при монтажі.
Він також з'явився в драмах, таких як «Чемпіон світу» (1922) і «Залізна маска» (1929).
Припинив зніматися в 1940 році, але отримав невелику роль у фільмі Чарлі Чапліна «Великий диктатор». Помер в Лос-Анджелесі, штат Каліфорнія, 29 жовтня 1961 року.

## Фільмографія
- 1916 — Граф / The Count
- 1917 — Іммігрант / The Immigrant
- 1917 — Шукач пригод / The Adventurer
- 1925 — Золота лихоманка
- 1928 — Цирк
- 1929 — Залізна маска / The Iron Mask — Портос
- 1930 — Піхотинці
- 1936 — Нові часи / Modern Times — Великий Білл
- 1940 — Великий диктатор